# Cuori in Atlantide (film)
Cuori in Atlantide (Hearts in Atlantis) è un film del 2001 diretto da Scott Hicks, tratto dal racconto Uomini bassi in soprabito giallo di Stephen King, incluso nell'omonima raccolta di racconti.

## Trama
Bobby Garfield, fotografo di successo, dopo molti anni torna nel suo paese natale per partecipare ai funerali dell'amico d'infanzia Sully; lì viene informato della morte, avvenuta alcuni anni prima, di un'altra amica d'infanzia, Carol. La visita alla sua casa, ormai abbandonata, suscita ricordi che lo fanno tornare all'estate in cui aveva undici anni, nel corso della quale conosce il solitario e misterioso anziano Ted Brautigan, il suo vicino di casa. L'amicizia con Ted supplisce alla mancanza di una figura paterna e dell'affetto di una madre vedova, egoista e occupata più del proprio aspetto e dei suoi vestiti piuttosto che del rapporto con il figlio. Bobby scopre a poco a poco che Ted possiede dei poteri che gli permettono di leggere nella mente e nel cuore delle persone e per questo è ricercato da misteriosi uomini in nero, i quali lavorano per un programma governativo di sfruttamento dei sensitivi per combattere il comunismo.
Bobby passa l'estate leggendo il giornale per Ted e in sua compagnia, tenendo d'occhio l'eventuale arrivo di uomini sospetti, e dà il suo primo bacio all'amica Carol. Un giorno, però, Liz, la madre di Bobby, sconvolta per essere stata violentata dal suo capoufficio nel corso di un weekend a un seminario di lavoro, denuncia l'incolpevole Ted per un presunto atto di libidine sulla piccola Carol e ciò porta al suo arresto da parte degli uomini misteriosi, da cui egli fuggiva. Bobby, disperato e arrabbiato nei confronti della madre, con grande maturità e consapevolezza riesce a superare il trauma; la vicinanza con Ted e la scoperta dell'amore per Carol gli hanno insegnato a comportarsi in modo adulto. Infine, madre e figlio si trasferiscono in un'altra città per cominciare una nuova vita.

## Produzione
Le riprese del film si sono svolte principalmente in Virginia e sono durate dal 2 ottobre 2000 al 12 febbraio 2001.

## Distribuzione
Il film uscì nelle sale americane il 28 settembre 2001, mentre in quelle italiane il 18 gennaio 2002.

## Accoglienza
Il film ha ricevuto giudizi misti da parte della critica. Sul sito Rotten Tomatoes il film riporta un punteggio del 49% di giudizi positivi sulla base di 137 recensioni, mentre invece è stata lodata l'interpretazione di Anton Yelchin, che è stato premiato con un Young Artist Award.

## Riconoscimenti
- 2001 - Camerimage
  - Rana di bronzo a Piotr Sobociński
- 2001 - Young Artist Award
  - Giovane attore protagonista ad Anton Yelchin